# Округ Линколн (Мисури)
Округ Линколн (енгл. Lincoln County) је округ у америчкој савезној држави Мисури.

## Демографија
По попису из 2010. године број становника је 52.566, што је 13.622 (35,0%) становника више него 2000. године.
| Група             | 2000.          | 2010.          |
| Белци             | 37.184 (95,5%) | 49.364 (93,9%) |
| Афроамериканци    | 677 (1,7%)     | 984 (1,9%)     |
| Азијати           | 68 (0,2%)      | 193 (0,4%)     |
| Хиспаноамериканци | 444 (1,1%)     | 1.032 (2,0%)   |
| Укупно            | 38.944         | 52.566         |